# Llista d'asteroides/114701–114800
| Nom                 | Designació provisional | Data de descobriment | Lloc de descobriment | Descobridor/s                   |
| ------------------- | ---------------------- | -------------------- | -------------------- | ------------------------------- |
| 114701 -            | 2003 FQ116             | 23 de març, 2003     | Kitt Peak            | Spacewatch                      |
| 114702 -            | 2003 FU119             | 26 de març, 2003     | Anderson Mesa        | LONEOS                          |
| 114703 North Dakota | 2003 FA120             | 24 de març, 2003     | Goodricke-Pigott     | V. Reddy                        |
| 114704 -            | 2003 FO121             | 25 de març, 2003     | Anderson Mesa        | LONEOS                          |
| 114705 Tamayo       | 2003 FP124             | 30 de març, 2003     | Kitt Peak            | M. W. Buie                      |
| 114706 -            | 2003 GB1               | 1 d'abril, 2003      | Socorro              | LINEAR                          |
| 114707 -            | 2003 GC1               | 1 d'abril, 2003      | Anderson Mesa        | LONEOS                          |
| 114708 -            | 2003 GD4               | 1 d'abril, 2003      | Socorro              | LINEAR                          |
| 114709 -            | 2003 GU5               | 1 d'abril, 2003      | Socorro              | LINEAR                          |
| 114710 -            | 2003 GX7               | 3 d'abril, 2003      | Anderson Mesa        | LONEOS                          |
| 114711 -            | 2003 GC9               | 2 d'abril, 2003      | Socorro              | LINEAR                          |
| 114712 -            | 2003 GF9               | 2 d'abril, 2003      | Socorro              | LINEAR                          |
| 114713 -            | 2003 GN14              | 2 d'abril, 2003      | Palomar              | NEAT                            |
| 114714 -            | 2003 GC15              | 4 d'abril, 2003      | Kitt Peak            | Spacewatch                      |
| 114715 -            | 2003 GL15              | 3 d'abril, 2003      | Anderson Mesa        | LONEOS                          |
| 114716 -            | 2003 GH17              | 6 d'abril, 2003      | Socorro              | LINEAR                          |
| 114717 -            | 2003 GD18              | 4 d'abril, 2003      | Kitt Peak            | Spacewatch                      |
| 114718 -            | 2003 GN23              | 4 d'abril, 2003      | Anderson Mesa        | LONEOS                          |
| 114719 -            | 2003 GW30              | 8 d'abril, 2003      | Kitt Peak            | Spacewatch                      |
| 114720 -            | 2003 GZ30              | 8 d'abril, 2003      | Socorro              | LINEAR                          |
| 114721 -            | 2003 GG32              | 8 d'abril, 2003      | Socorro              | LINEAR                          |
| 114722 -            | 2003 GN33              | 3 d'abril, 2003      | Cerro Tololo         | Deep Lens Survey                |
| 114723 -            | 2003 GU34              | 7 d'abril, 2003      | Kitt Peak            | Spacewatch                      |
| 114724 -            | 2003 GK36              | 5 d'abril, 2003      | Socorro              | LINEAR                          |
| 114725 Gordonwalker | 2003 GW36              | 6 d'abril, 2003      | Anderson Mesa        | LONEOS                          |
| 114726 -            | 2003 HE1               | 21 d'abril, 2003     | Catalina             | CSS                             |
| 114727 -            | 2003 HG3               | 24 d'abril, 2003     | Anderson Mesa        | LONEOS                          |
| 114728 -            | 2003 HP3               | 24 d'abril, 2003     | Anderson Mesa        | LONEOS                          |
| 114729 -            | 2003 HA6               | 25 d'abril, 2003     | Nashville            | R. Clingan                      |
| 114730 -            | 2003 HH6               | 25 d'abril, 2003     | Kitt Peak            | Spacewatch                      |
| 114731 -            | 2003 HN7               | 24 d'abril, 2003     | Anderson Mesa        | LONEOS                          |
| 114732 -            | 2003 HT8               | 24 d'abril, 2003     | Anderson Mesa        | LONEOS                          |
| 114733 -            | 2003 HX8               | 24 d'abril, 2003     | Anderson Mesa        | LONEOS                          |
| 114734 -            | 2003 HA9               | 24 d'abril, 2003     | Anderson Mesa        | LONEOS                          |
| 114735 Irenemagni   | 2003 HP9               | 24 d'abril, 2003     | Campo Imperatore     | CINEOS                          |
| 114736 -            | 2003 HZ10              | 25 d'abril, 2003     | Kitt Peak            | Spacewatch                      |
| 114737 -            | 2003 HX11              | 25 d'abril, 2003     | Anderson Mesa        | LONEOS                          |
| 114738 -            | 2003 HQ12              | 23 d'abril, 2003     | Campo Imperatore     | CINEOS                          |
| 114739 -            | 2003 HR12              | 23 d'abril, 2003     | Campo Imperatore     | CINEOS                          |
| 114740 -            | 2003 HB14              | 25 d'abril, 2003     | Campo Imperatore     | CINEOS                          |
| 114741 -            | 2003 HH14              | 26 d'abril, 2003     | Socorro              | LINEAR                          |
| 114742 -            | 2003 HJ16              | 24 d'abril, 2003     | Socorro              | LINEAR                          |
| 114743 -            | 2003 HL20              | 24 d'abril, 2003     | Anderson Mesa        | LONEOS                          |
| 114744 -            | 2003 HU20              | 24 d'abril, 2003     | Anderson Mesa        | LONEOS                          |
| 114745 -            | 2003 HD21              | 25 d'abril, 2003     | Kitt Peak            | Spacewatch                      |
| 114746 -            | 2003 HN21              | 26 d'abril, 2003     | Haleakala            | NEAT                            |
| 114747 -            | 2003 HH27              | 27 d'abril, 2003     | Anderson Mesa        | LONEOS                          |
| 114748 -            | 2003 HC28              | 26 d'abril, 2003     | Haleakala            | NEAT                            |
| 114749 -            | 2003 HR29              | 28 d'abril, 2003     | Anderson Mesa        | LONEOS                          |
| 114750 -            | 2003 HP40              | 29 d'abril, 2003     | Socorro              | LINEAR                          |
| 114751 -            | 2003 HN41              | 29 d'abril, 2003     | Haleakala            | NEAT                            |
| 114752 -            | 2003 HW41              | 29 d'abril, 2003     | Haleakala            | NEAT                            |
| 114753 -            | 2003 HP42              | 28 d'abril, 2003     | Nogales              | M. B. Schwartz, P. R. Holvorcem |
| 114754 -            | 2003 HX42              | 29 d'abril, 2003     | Reedy Creek          | J. Broughton                    |
| 114755 -            | 2003 HP44              | 28 d'abril, 2003     | Kitt Peak            | Spacewatch                      |
| 114756 -            | 2003 HC45              | 29 d'abril, 2003     | Socorro              | LINEAR                          |
| 114757 -            | 2003 HG45              | 29 d'abril, 2003     | Socorro              | LINEAR                          |
| 114758 -            | 2003 HD46              | 28 d'abril, 2003     | Anderson Mesa        | LONEOS                          |
| 114759 -            | 2003 HS46              | 28 d'abril, 2003     | Socorro              | LINEAR                          |
| 114760 -            | 2003 HY46              | 28 d'abril, 2003     | Socorro              | LINEAR                          |
| 114761 -            | 2003 HN47              | 29 d'abril, 2003     | Anderson Mesa        | LONEOS                          |
| 114762 -            | 2003 HE54              | 24 d'abril, 2003     | Anderson Mesa        | LONEOS                          |
| 114763 -            | 2003 JF1               | 1 de maig, 2003      | Kitt Peak            | Spacewatch                      |
| 114764 -            | 2003 JJ1               | 1 de maig, 2003      | Socorro              | LINEAR                          |
| 114765 -            | 2003 JO1               | 1 de maig, 2003      | Socorro              | LINEAR                          |
| 114766 -            | 2003 JW2               | 2 de maig, 2003      | Socorro              | LINEAR                          |
| 114767 -            | 2003 JE11              | 2 de maig, 2003      | Reedy Creek          | J. Broughton                    |
| 114768 -            | 2003 JH12              | 5 de maig, 2003      | Kitt Peak            | Spacewatch                      |
| 114769 -            | 2003 JM13              | 6 de maig, 2003      | Kitt Peak            | Spacewatch                      |
| 114770 -            | 2003 JR14              | 1 de maig, 2003      | Kitt Peak            | Spacewatch                      |
| 114771 -            | 2003 JB17              | 10 de maig, 2003     | Reedy Creek          | J. Broughton                    |
| 114772 -            | 2003 KD4               | 24 de maig, 2003     | Reedy Creek          | J. Broughton                    |
| 114773 -            | 2003 KE4               | 24 de maig, 2003     | Reedy Creek          | J. Broughton                    |
| 114774 -            | 2003 KZ13              | 27 de maig, 2003     | Socorro              | LINEAR                          |
| 114775 -            | 2003 KF14              | 25 de maig, 2003     | Kitt Peak            | Spacewatch                      |
| 114776 -            | 2003 MJ                | 20 de juny, 2003     | Reedy Creek          | J. Broughton                    |
| 114777 -            | 2003 MG2               | 23 de juny, 2003     | Anderson Mesa        | LONEOS                          |
| 114778 -            | 2003 ML2               | 22 de juny, 2003     | Anderson Mesa        | LONEOS                          |
| 114779 -            | 2003 MQ2               | 25 de juny, 2003     | Haleakala            | NEAT                            |
| 114780 -            | 2003 MD3               | 25 de juny, 2003     | Socorro              | LINEAR                          |
| 114781 -            | 2003 ML4               | 25 de juny, 2003     | Socorro              | LINEAR                          |
| 114782 -            | 2003 MB6               | 26 de juny, 2003     | Socorro              | LINEAR                          |
| 114783 -            | 2003 ME6               | 26 de juny, 2003     | Socorro              | LINEAR                          |
| 114784 -            | 2003 MF6               | 26 de juny, 2003     | Haleakala            | NEAT                            |
| 114785 -            | 2003 MH6               | 26 de juny, 2003     | Haleakala            | NEAT                            |
| 114786 -            | 2003 MR6               | 26 de juny, 2003     | Socorro              | LINEAR                          |
| 114787 -            | 2003 MX9               | 29 de juny, 2003     | Reedy Creek          | J. Broughton                    |
| 114788 -            | 2003 MA10              | 29 de juny, 2003     | Reedy Creek          | J. Broughton                    |
| 114789 -            | 2003 MT10              | 26 de juny, 2003     | Socorro              | LINEAR                          |
| 114790 -            | 2003 MS11              | 27 de juny, 2003     | Socorro              | LINEAR                          |
| 114791 -            | 2003 ML12              | 29 de juny, 2003     | Socorro              | LINEAR                          |
| 114792 -            | 2003 MT12              | 30 de juny, 2003     | Socorro              | LINEAR                          |
| 114793 -            | 2003 NK1               | 1 de juliol, 2003    | Socorro              | LINEAR                          |
| 114794 -            | 2003 NM1               | 1 de juliol, 2003    | Socorro              | LINEAR                          |
| 114795 -            | 2003 NP1               | 2 de juliol, 2003    | Socorro              | LINEAR                          |
| 114796 -            | 2003 NO2               | 3 de juliol, 2003    | Reedy Creek          | J. Broughton                    |
| 114797 -            | 2003 NL3               | 4 de juliol, 2003    | Anderson Mesa        | LONEOS                          |
| 114798 -            | 2003 NW3               | 3 de juliol, 2003    | Kitt Peak            | Spacewatch                      |
| 114799 -            | 2003 NP6               | 8 de juliol, 2003    | Anderson Mesa        | LONEOS                          |
| 114800 -            | 2003 NM7               | 8 de juliol, 2003    | Anderson Mesa        | LONEOS                          |